# Lac Nichicun
Lac Nichicun är en sjö i Kanada.   Den ligger i regionen Nord-du-Québec och provinsen Québec, i den östra delen av landet, 900 km norr om huvudstaden Ottawa. Lac Nichicun ligger 527 meter över havet. Arean är 272 kvadratkilometer. 
Trakten runt Lac Nichicun är nära nog obefolkad, med mindre än två invånare per kvadratkilometer.